# Лучане (Сињ)
Лучане су насељено мјесто у саставу града Сиња, Сплитско-далматинска жупанија, Република Хрватска.

## Географски положај
Налазе се 4 км сјеверозападно од Сиња.

## Историја
До територијалне реорганизације у Хрватској налазиле су се у саставу старе општине Сињ.

## Становништво
На попису становништва 2011. године, Лучане су имале 649 становника.
| Број становника по пописима | Број становника по пописима | Број становника по пописима | Број становника по пописима | Број становника по пописима | Број становника по пописима | Број становника по пописима | Број становника по пописима | Број становника по пописима | Број становника по пописима | Број становника по пописима | Број становника по пописима | Број становника по пописима | Број становника по пописима | Број становника по пописима | Број становника по пописима |
| --------------------------- | --------------------------- | --------------------------- | --------------------------- | --------------------------- | --------------------------- | --------------------------- | --------------------------- | --------------------------- | --------------------------- | --------------------------- | --------------------------- | --------------------------- | --------------------------- | --------------------------- | --------------------------- |
| 1857                        | 1869                        | 1880                        | 1890                        | 1900                        | 1910                        | 1921                        | 1931                        | 1948                        | 1953                        | 1961                        | 1971                        | 1981                        | 1991                        | 2001                        | 2011                        |
| 346                         | 433                         | 460                         | 525                         | 555                         | 705                         | 721                         | 718                         | 708                         | 760                         | 804                         | 769                         | 768                         | 720                         | 687                         | 649                         |

### Попис 1991.
На попису становништва 1991. године, насељено место Лучане је имало 720 становника, следећег националног састава:
| Попис 1991.‍ | Попис 1991.‍ | Попис 1991.‍ | Попис 1991.‍ | Попис 1991.‍ |
| ----------- | ----------- | ----------- | ----------- | ----------- |
|             |             |             |             |             |
| Хрвати      | Хрвати      |             | 664         | 92,22%      |
| Срби        | Срби        |             | 56          | 7,77%       |
| укупно: 720 |             |             |             |             |

## Црква
У Лучанима се налази римокатоличка црква Св. Катарине.

## Презимена
- Борковић — Православци, славе Св. Николу
- Вујиновић — Православци, славе Св. Јована
- Којић — Православци, славе Св. Николу
- Сладоја — Православци, славе Св. Николу[2]